# Limnephilus fuscicornis
Limnephilus fuscicornis là một loài Trichoptera trong họ Limnephilidae. Chúng phân bố ở miền Cổ bắc.